# 143e brigade d'infanterie (Ukraine)
La 143e brigade d'infanterie (en ukrainien : 143-тя окрема піхотна бригада (143-tja okrema pichotna bryhada) est une unité d'infanterie légère des forces terrestres ukrainiennes subordonnée au commandement opérationnel « Nord ».

## Histoire
La brigade est créée le 15 février 2023 dans le cadre de l'élargissement de la Réserve de l'armée ukrainienne, regroupant des bataillons de fusiliers recrutés dans différentes régions d'Ukraine sous la responsabilité du commandement opérationnel « Nord »,.
La brigade est déployée sur le front pour la première fois en mars 2024, dans le village de Terny dans le secteur Lyman en face de la ligne Svatove-Kreminna. En août, elle fut transférée dans la région de Kharkiv pour défendre la ville de Vovčans'k.
En mars 2024, le 468e bataillon de la brigade défend le secteur de Tchassiv Iar, dans le raïon de Bakhmout.
En avril 2024, le 468e bataillon de la brigade combat aux alentours du village de Kalynivka (uk), dans le raïon de Bakhmout.

## Structure
En septembre 2024 l'ordre de bataille connu de la brigade est le suivant :
- État-major de la brigade Tchernihiv[2] ;
  - 
    -  Compagnie de protection du QG ;

  -  1er bataillon d'assaut Kyïv[2] ;
  -  402e bataillon de fusiliers (unité militaire A4823) Kyïv[8],[2] ;
  -  404e bataillon de fusiliers Tcherkassy[2] ;
  -  406e bataillon de fusiliers[2] ;
  -  463e bataillon d'infanterie (unité militaire A4969)[2] ;
  -  464e bataillon d'infanterie (unité militaire A4971)[8] ;
  -  466e bataillon d'infanterie (unité militaire A4976)[2] ;
  -  467e bataillon d'infanterie[8] ;
  -  468e bataillon d'infanterie (unité militaire A4980)[8] ;
    -  État-major de la brigade ;
      -  Compagnie de protection du QG ;

    -  1er compagnie ;
    -  2e compagnie[5] ;
    -  peloton de génie[6].